# Bhinga
Bhinga é uma cidade e uma nagar panchayat no distrito de Shrawasti, no estado indiano de Uttar Pradesh.

## Geografia
Bhinga está localizada a 27° 43′ N, 81° 56′ L. Tem uma altitude média de 120 metros (393 pés).

## Demografia
Segundo o censo de 2001, Bhinga tinha uma população de 20,400 habitantes. Os indivíduos do sexo masculino constituem 53% da população e os do sexo feminino 47%. Bhinga tem uma taxa de literacia de 45%, inferior à média nacional de 59.5%; a literacia no sexo masculino é de 53% e no sexo feminino é de 37%. 18% da população está abaixo dos 6 anos de idade.